# Звейниекциемс
Звейниекциемс (латыш. Zvejniekciems), ранее Скултес Звейниекциемс (латыш. Skultes Zvejniekciems) — населённый пункт в Саулкрастской волости Саулкрастского края Латвии. Он расположен в устье реки Аге на берегу Рижского залива, в 6 км от центра Саулкрасты и в 55 км от Риги.
Посёлок начал развиваться в XIX веке как рыбацкая деревня в устье реки Аге. Более крупным поселением он стал во второй половине XX века, когда Звейниекциемс был основан как центр рыболовецкого колхоза «Звейниекс». В Звейниекциемсе есть средняя школа, музыкальная и художественная школа, дом культуры, библиотека, почта, кемпинг, гостевой дом. В устье реки находится порт и рыбоперерабатывающий завод «Свободная волна» (латыш. Brīvais vilnis).
В 1934 году на железнодорожной линии Рига—Руйиена был открыт остановочный пункт Звейниекциемс. С 1971 года, когда был электрифицирован участок Рига—Звейниекциемс, сюда ходит электропоезд. Для этого здесь построили станцию дифферентовки электропоездов.

## История
В XIX веке у берега моря близ Скулте была основана небольшая деревня, населённая рыбаками. Название также происходит от основного занятия населения — рыболовства.
В XIX веке земли мызы Скулте были разделены на участки по 0,5-1 га под застройку и отданы безземельным сельскохозяйственным рабочим и ремесленникам. Рост посёлка и все планы застройки были нарушены Первой мировой войной.

### Рыболовное общество и кооператив
После образования Латвийской Республики в Скулте-Звейниекциемсе развилось рыболовство. В 1919 году в Петерупе было основано Видземское приморское рыбацкое общество. В 1936 году под руководством Эрнеста Бринкманиса оно было преобразовано в Скултскую ассоциацию рыбаков — кооператив «Юрас зивс» (Jūras zivs), в который вошли 75 скултских и 35 пабажских рыбаков. Количество моторных лодок быстро увеличивалось (в 1939 году их было 40), возникла потребность в причале большего размера. В рыбацком кооперативе было две бригады Скулте и одна Петерупе. Имелась также мастерская по ремонту лодок.
В 1937 году было принято решение о вложении государственных средств в рост рыбацкого поселка Скулте. При поддержке Министерства сельского хозяйства планировалось построить бани с общественными прачечными в рыбацких обществах: на Скултском побережье — в Звейниекциемсе, на Слокском взморье — в Лапмежциемсе и на Лиепайском взморье — в Нице. В 1939 году было завершено строительство нового порта, рыбокомбината и сушильни.

### Колхоз «Zvejnieks»
13 июля 1947 года Скултеское рыболовное товарищество было национализировано и заменено артелью, которая в 1948 году стала колхозом «Zvejnieks». В послевоенные годы рыболовство было одной из процветающих отраслей экономики Латвии. В отличие от государственных предприятий, кооперативы работали более эффективно.
В 1958 году доход колхоза приблизился к 11 миллионам рублей, а среднегодовой заработок каждого колхозника составлял 14-15 тысяч рублей (без учёта доходов с приусадебных участков, скота).

### Дом культуры
В то время это было крупное предприятие с 300 колхозниками и общим количеством членов 800 человек. В колхозе не хватало места для вечеринок, театральных и кинопостановок, лекций, художественной самодеятельности, спортивных занятий.
Уже в 1951 году архитектор Марта Станя вместе с Андрисом Калниньшем и группой архитекторов подготовили проект дома культуры, фундамент заложен уже в 1952 году. Поскольку здесь протекает река Аге, клуб построен на возвышении набережной как светлый замок, там, где позже будет построена Звейниекциемская средняя школа и другие жилые дома, спроектированные М. Станей. Строительство клуба с центральным отоплением, водоотведением и канализацией обошлось в 4 миллиона рублей, из них 3 миллиона — колхозные средства и 1 миллион — безвозвратный кредит Министерства рыбного хозяйства Латвийской ССР. В то время он был одним из самых красивых и современных не только в Рижском районе, но и во всей республике. Здание клуба состоит из трёх этажей, цокольного этажа и мансарды общим объёмом 15 тыс. м³; главный зрительный зал с балконом вмещает до 700 зрителей. В зале есть широкая сцена для театральных постановок, концертов и кино. Удаление пола передней сцены освобождает место для оркестра. Кинопроекционные расположены над амфитеатром и предназначены для двух стационарных узкокинопроекционных аппаратов. Под зрительным залом расположены библиотека и читальный зал. Его потолок поддерживают полутораэтажные двухрядные декоративные колонны. Рядом с библиотекой и читальным залом есть тренажёрный зал, вестибюль и гардероб. В торцах нижних этажей здания расположены помещения колхозного управления, большой зал суда и помещения для различных коллективов, а на антресольном этаже — зрительный зал на 50-60 слушателей, помещения для учебно-наглядных пособий и других нужд. Предусмотрены центральное отопление, электрическое освещение, водоснабжение, канализация и другие удобства. 8 ноября 1956 года клуб был сдан в эксплуатацию.
Станя спроектировала всю территорию колхоза «Zvejnieks», при этом успела реализовать два жилых дома и Звейниекциемскую среднюю школу.

### Развитие села
Одновременно со строительством общественных и производственных зданий на берегу реки Аге вырос рыбацкий колхозный посёлок, где уже в 1959 году было около 30 особняков. Рядом были построены средняя школа и универмаг. В посёлке рыбоперерабатывающего завода Скулте построены столовая и несколько других новостроек.
Рядом с портом, где когда-то был старый сарай для сетей, был построен механизированный Скултеский рыбоперерабатывающий завод с морозильной камерой и консервным цехом, где в основном работало молодое поколение рыбаков. На заводе было организовано отделение Рижского техникума пищевой промышленности для подготовки новых кадров для рыбной промышленности. Объём производства завода за семь лет увеличился в 2,1 раза.
В 1967 году Звейниекциемс был подчинён Саулкрастскому поселковому совету.

### Звейниекциемская средняя школа
Дизайн Марты Стани делает здание похожим на корабль. Школа была открыта в 1964 году и недавно отремонтирована. Учёба проходит в современных аудиториях и лабораториях, оснащённых современными информационными технологиями, в школе имеется современная библиотека, обучение информатике начинается с 1 класса.